# (21852) Bolander
(21852) Bolander (1999 TR143) – planetoida z grupy pasa głównego asteroid okrążająca Słońce w ciągu 3,78 lat w średniej odległości 2,42 j.a. Odkryta 7 października 1999 roku.